# Муханов, Амангали Давилович
Амангали Давилович Муханов, другой вариант имени — Амангелей (12 апреля 1926 года, село Кубланды — 1992 год, Октябрьский район, Оренбургская область) — старший чабан совхоза «Октябрьский» Октябрьского района Оренбургской области. Герой Социалистического Труда (1966).

## Биография
Родился в 1926 году в бедной крестьянской семье в селе Кубланды (сегодня — Чингирлауский район Западно-Казахстанской области). В 1929 году его семья переехала в Кашаринский район (сегодня — Октябрьский район Оренбургской области). Получил начальное образование.
Трудовую деятельность начал в 14-летнего возраста. С 1939 года — рабочий совхоза «Октябрьский» Октябрьского района. В 1944 году призван в Красную Армию. Воевал на Дальнем Востоке против японских войск в составе 18-го запасного стрелкового полка (18 зсп) и с мая 1945 года — в составе 61-го запасного стрелкового полка (61 зсп).
После армейской службы в 1949 году возвратился в совхоз «Октябрьский», где стал трудиться чабаном, старшим чабаном. Совместно с коллективом совхоза «Октябрьский» участвовал в селекции новой породы южноуральской тонкорунной овцы, которая была утверждена Министерством сельского хозяйства СССР в 1968 году. Признан соавтором этой породы. Ежегодно выращивал в среднем по 115—130 ягнят от каждой сотни овец. Указом Президиума Верховного Совета СССР от 22 марта 1966 года «за достигнутые успехи в развитии животноводства, увеличение производства и заготовок мяса, молока, яиц, шерсти и другой продукции» удостоен звания Героя Социалистического Труда с вручением Ордена Ленина и золотой медали Серп и Молот.
По итогам трудовой деятельности в годы Одиннадцатой пятилетки (1981—1985) выполнил плановые задания пятилетки на 124 %. В течение этих лет вырастил 3779 ягнят, что составило в среднем по 119 ягнят от каждой сотни овцематок. С каждой овцы было получено в среднем по 6 килограмм шерсти.
Неоднократно участвовал во Всесоюзной выставке ВДНХ.
За годы своей трудовой деятельности (около 45 лет) вырастил несколько десятков тысяч овец и сдал свыше 2000 тысяч центнеров руна.
В 1986 году вышел на пенсию.
Умер зимой 1992 года во время снежной бури в степи по дороге в соседнее село.
Награды
- Герой Социалистического Труда
- Орден Ленина
- Орден Октябрьской Революции (10.03.1976)
- Медаль «За победу над Германией в Великой Отечественной войне 1941—1945 гг.» (09.05.1945)
- Медаль «В ознаменование 100-летия со дня рождения Владимира Ильича Ленина»
- Золотая и две серебряные медали ВДНХ